# Chalcopasta pterochalcea
Chalcopasta pterochalcea är en fjärilsart som beskrevs av Dyar 1909. Chalcopasta pterochalcea ingår i släktet Chalcopasta och familjen nattflyn. Inga underarter finns listade i Catalogue of Life.